# Léčebna respiračních nemocí Cvikov
Léčebna respiračních nemocí Cvikov (zkráceně LRN Cvikov) je zdravotnické zařízení - sanatorium pro léčbu respiračních onemocnění v Libereckém kraji. Specializuje se na léčbu chronických plicních onemocnění - chronické obstrukční plicní nemoci, bronchiálního astmatu, chronického kašle a chronických plicních zánětů. Léčí se zde dětští i dospělí pacienti. Zřizovatelem je Liberecký kraj. LRN Cvikov, p.o. vznikla sloučením Dětské léčebny Cvikov jako organizace slučované s Odborným léčebným ústavem tuberkulózy a respiračních nemocí Martinovo údolí a to v roce 2007.

## Historie
Historie původní budovy lázní spadá do 30. let 19. století, objekt několikrát změnil majitele, fungovaly zde parní léčebné lázně, ústavy pro léčbu různých nemocí, rekreační a léčebné středisko pro dělníky. Na počátku 30. let 20. století vzniklo na protější stráni moderní nervové sanatorium. V první polovině 20. století sloužilo sanatorium jako léčebna pro nemocné tuberkulózou. V současnosti je DL Cvikov sloučena s LRN Cvikov jako příspěvková organizace Libereckého kraje.